# 温莎公园
温莎公园（英語：Windsor Park）是位于一座北爱尔兰贝尔法斯特的足球场，它是连菲特足球俱乐部和北愛爾蘭足球代表隊的主场，也是愛爾蘭盃的决赛场地。温莎公园以球场所在地贝尔法斯特温莎区命名，1905年完工开放，其后体育场几经重修。
球場於1905年開始啟用，但場內的主要設施要到1930年代才告加建完成，由蘇格蘭著名的球場建築師阿奇巴爾·雷奇（Archibald Leitch）設計，坐席主看台（「南看台」）位於球場南面，西面球門後方為露天立席，北面及東面球門後方則為有蓋立席，當時最多可以容納60,000名觀眾。
1960年代初期東面球門後方的「鐵路看台」（Railway Stand）加設坐位，而到1970年代初，在「鐵路看台」與主看台之間的角落加建會所及酒廊。1982年「北看台」被火燒毀，因而拆卸重建，新建成兩層共6,800坐的現代化看台，設有懸臂式（cantilever）上蓋。西面球門後方的看台亦於1990年代後期拆卸，重建成新型的5,000坐席的「西看台」，稍後更名為「阿萊克斯·羅素爾看台」（Alex Russell Stand）以紀念該名連菲特的名宿，但一般人仍稱之為「山岡」（Kop）。

## 聯盟式橄欖球
2000年世界盃聯盟式橄欖球賽小組賽的一場比賽於溫莎公園舉行。
| 國際聯盟式橄欖球賽事 | 國際聯盟式橄欖球賽事 | 國際聯盟式橄欖球賽事 | 國際聯盟式橄欖球賽事 | 國際聯盟式橄欖球賽事       | 國際聯盟式橄欖球賽事 |
| 日期                 | 主隊                 | 比分                 | 客隊                 | 賽事                       | 觀眾數               |
| -------------------- | -------------------- | -------------------- | -------------------- | -------------------------- | -------------------- |
| 2000年10月28日       | 愛爾蘭               | 30–16                | 萨摩亚               | 2000年世界盃聯盟式橄欖球賽 | 3,207                |